# Plage d'Arashi
La plage Arashi (ou Arasji) est une plage située dans la ville de Noord, à Aruba. La plage, proche de Malmok, Kudarebe et du phare California, est un haut-lieu pour la natation et la plongée en apnée.

## Préservation de l'environnement
La plage d'Arashi participe au projet Aruba Reef Care, qui vise à nettoyer les récifs, les eaux peu profondes et les plages publiques. Elle est certifiée Pavillon Bleu et fait partie d'un programme visant à promouvoir les comportements écologiques et à sensibiliser davantage à l'environnement sur l'île.